# Charly García Oro
Charly García Oro (también conocido simplemente como Charly García) es un videoálbum del músico argentino Charly García, lanzado en VHS en 1995, relanzado en el año 2000 en formato DVD, y nuevamente lanzado junto al recopilatorio Superhéroe en 2006. La edición original fue lanzada a partir del lanzamiento del álbum recopilatorio Oro de 1995, que fue seguido por Oro II de 1996.

## Contenido
Contiene las sesiones de grabación del álbum Piano Bar, desde los primeros golpes de batería en "Demoliendo hoteles" hasta el riff de "Cerca de la revolución" pasando por Fito Páez con su sándwich gigante y Charly bañándose en salsa de tomate, olvidando sus letras y haciendo pogo con sus amigos. También presenta el show completo de la presentación del disco Clics Modernos, grabado en el Luna Park en el año 1983, junto a destacados músicos como la joven Fabiana Cantilo, Fito Páez, el trío GIT, y los saxofonistas de la banda Los Twist, Gonzalo Palacios y Daniel Melingo. Como bonus contiene el videoclip de la canción "Estoy verde", y una lista de la discografía de Charly hasta ese momento.

## Lista de canciones
- Piano Bar (Backstage Completo)

1. «Piano Bar»
2. «Promesas en el bidet»
3. «Raros peinados nuevos»
4. «No te animás a despegar»
5. «No se va a llamar mi amor»
6. «Cerca de la revolución»
7. «Tuve tu amor»
8. «Demoliendo hoteles»

- Clics Modernos (en vivo en el Luna Park)

1. «Bancate ese defecto»
2. «Nuevos trapos»
3. «No todo lo que brilla es oro»
4. «Necesito»
5. «Rasguña las piedras»
6. «Peperina»
7. «Dos, cero, uno (Transas)»
8. «Presentación músicos»
9. «Nos Siguen Pegando Abajo (Pecado mortal)»
10. «No bombardeen Buenos Aires»
11. «Los dinosaurios»
12. «No me dejan salir»
13. «Yo no quiero volverme tan loco»
14. «Yendo de la cama al living»
15. «No soy un extraño»
16. «Superheroes»
17. «Canción para mi muerte»

- Clip

1. Estoy verde (videoclip)

- Discografía

## Músicos
Piano Bar
- Charly García: guitarra, teclados, voz
- Fito Páez: teclados, coros
- Alfredo Toth: bajo, coros
- Willy Iturri: batería, coros
- Pablo Guyot: guitarra, coros

Clics Modernos
- Charly García: voz, teclados
- Fabiana Cantilo: coros
- Alfredo Toth: bajo
- Willy Iturri: batería
- Fito Páez: teclados
- Pablo Guyot: guitarra
- Gonzalo Palacios: saxo
- Daniel Melingo: saxo, voz en "Vamos juntos, vamos ya" durante la sección Presentación músicos

## Ficha técnica
- Producción ejecutiva: Ruben Aprile
- Coordinación de producción: Bernardo Bergeret y Sebastian Epeloa
- Diseño gráfico: La Mattina DG
- Autoría: Soluciones Digitales

- Datos: Q16490842